# Maureen Nankya
Maureen Nankya là một nữ diễn viên người Áo, từng góp mặt trong bộ phim thời con gái của Mariam Ndagire Down This Road I Walk (2007) cộng với sitcom Tendo Sisters được điều hành trên NTV Uganda, Bukedde TV và Maisha Magic. Sinh vào tháng 9 và đôi khi được gọi là Jolly, cô cũng là một người mẫu, ca sĩ, người dẫn chương trình truyền hình, huấn luyện viên thể hình và huấn luyện viên cá nhân tại startup của cô có tên là Mona Fitness, xuất phát từ âm đầu tiên của cả hai tên.

## Lịch sử
Maureen học tại Gombe SSS và Trường trung học Kingstone Kawempe ở Kampala. Lần đầu tiên cô đi thử vai, cô đã nhận được một vai diễn và đó là bằng chứng cho thấy cô rất tốt và phải theo đuổi ước mơ của mình. Maureen thú nhận rằng gia đình cô đã đứng sau cô 100 phần trăm. Maureen sở hữu một tia lửa không thể phủ nhận và sự hiện diện của ngôi sao hùng vĩ; Khi cô ấy đi vào một nơi, mọi người dễ dàng nhận thấy cô ấy. Cô đóng vai Kanini, vợ của một thợ xây đang lừa dối chồng mình với ông chủ của anh ta trong một dự án Maisha Film Lab mang tên The Casual (phim ngắn năm 2008) được viết và đạo diễn bởi Kenyan Mark Mutahi. Sau đó, cô xuất hiện trên Billboard Warid vào đầu những năm 2010. Nankya đã góp mặt trong nhiều bộ phim khác nhau, bao gồm The Life (phim năm 2012) của đạo diễn Nana Kagga nơi cô đóng vai Anna, City of Dust (phim 2014) trong đó cô vào vai Suzan, cô gái có những giấc mơ kỳ lạ  và The Athlete (2016), một bộ phim truyền hình của Matt Bish. Maureen cũng hát và âm nhạc của cô đã được phát trên Đài truyền hình Đông Phi (Kênh 5) từ Tanzania cộng với WBS, đài truyền hình tư nhân đầu tiên của Ugandan bắt đầu vào năm 1999 nhưng đã được bán cho ông trùm Strive Masiyiwa (Kwese Sports) vào năm 2016.

## Lợi ích cá nhân
Maureen là một người Cơ đốc. Cô mô tả bản thân là một chiếc xe Bentley và sở hữu các kỹ năng về điền kinh và điền kinh, kickboxing cộng với thể dục. Nữ diễn viên xinh đẹp kết hôn với Rev. Hargreaves (người đã góa vợ vào khoảng năm 2011) tại một đám cưới công cộng ở Kampala, thủ đô của Uganda.